# Was ihr wollt (1996)
Was ihr wollt ist eine Verfilmung des berühmten Bühnen-Klassikers von William Shakespeare von Trevor Nunn aus dem Jahr 1996, mit Helena Bonham Carter, Ben Kingsley, Toby Stephens und Imogen Stubbs in den Hauptrollen. Der Film kam am 25. Oktober 1996 in die amerikanischen und britischen Kinos und lief am 3. April 1997 in Deutschland an.

## Handlung
→ Für die Handlung des Stückes, siehe: Was ihr wollt
Was ihr wollt erzählt die Geschichte der Zwillinge Viola und Sebastian, die nach einem Schiffbruch getrennt voneinander im mysteriösen Illyrien an Land gespült werden. Beide nehmen an, der andere sei tödlich verunglückt. Um sich in dem unbekannten Land zu schützen, verkleidet sich Viola als ihr Bruder. Sebastian, der ihr nun vollkommen ähnlich sieht, wird daher bald mit seiner Schwester verwechselt und die Missverständnisse beginnen.

## Hintergrund

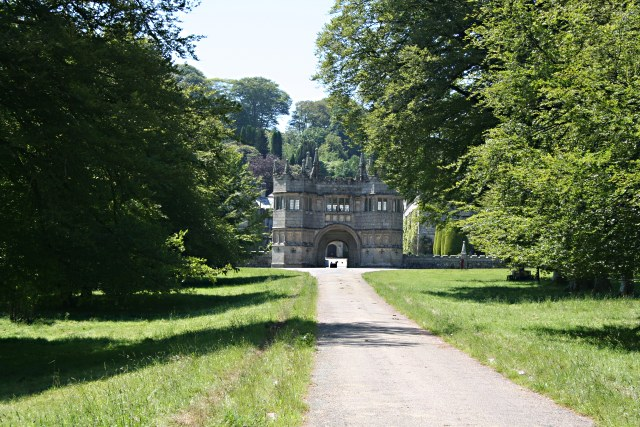
Das Torhaus von Lanhydrock House

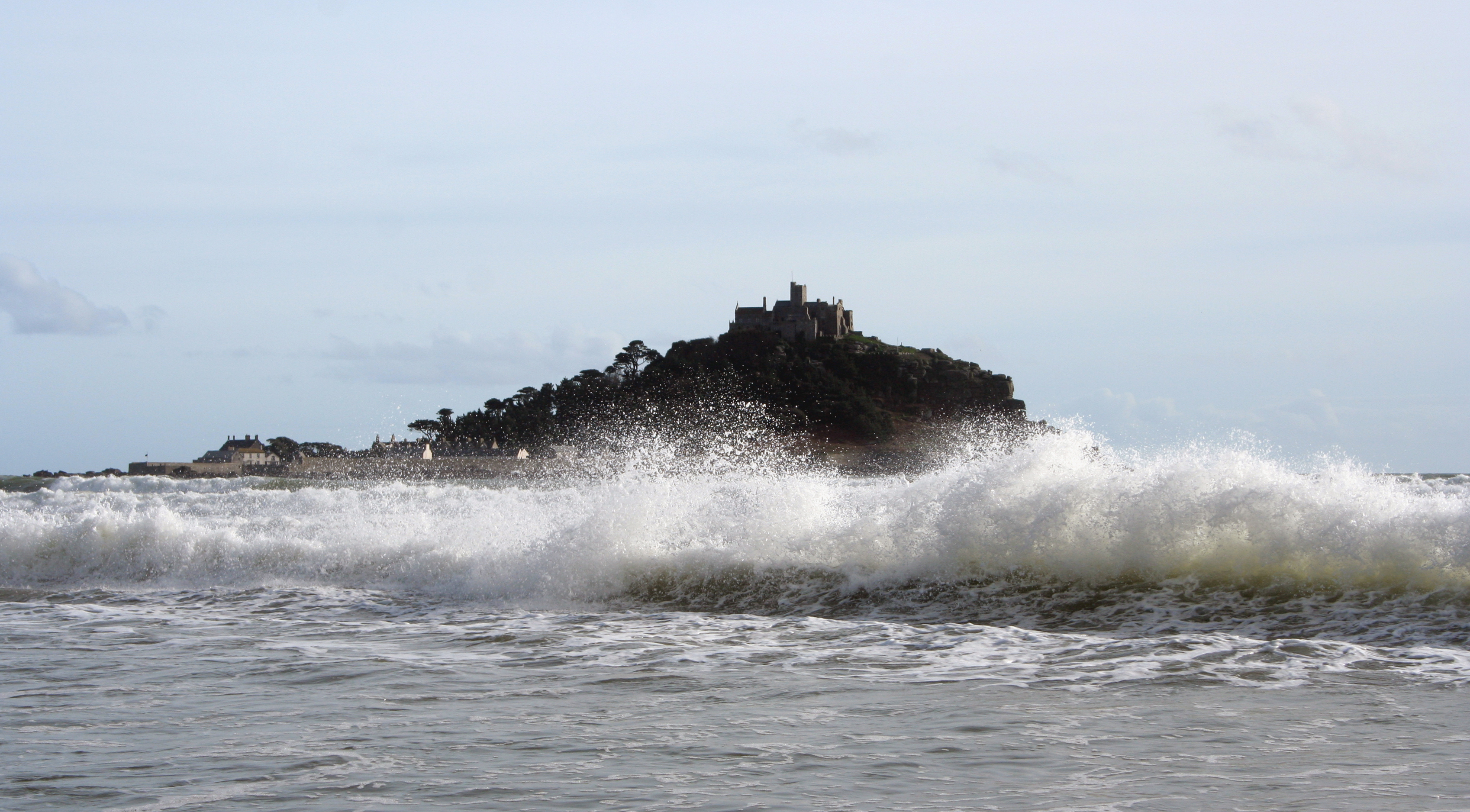
St Michael’s Mount

Die Verfilmung spielt im 19. Jahrhundert, gedreht wurde in Cornwall. Lanhydrock House – als Wohnsitz von Olivia – mit Garten, Kirche und Galerie war einer der Hauptdrehorte für den Film. St Michael’s Mount war Drehort für den Hof Orsinos.
In Shakespeares Originalwerk ist Orsino einige Jahre älter als Viola. Zur Zeit der Filmveröffentlichung war Imogen Stubbs (Viola) allerdings 35 Jahre alt, acht Jahre älter als Toby Stephens (Orsino), der damals 27 war.

## Auszeichnungen
Shaun Davey und seine Filmmusik wurden für den Ivor Novello Award 1995 nominiert.

## Kritik
Laut Rotten Tomatoes waren 76 % der Filmkritiken positiv, bei 34 ausgewerteten Kritiken, mit einer durchschnittlichen Bewertung von 7/10.

„Shakespeare, wie wir ihn […] nicht mehr sehen wollen: ohne originellen Ansatz werkgetreu und langatmig heruntergekurbelt. Wäre da nicht die exzellente Darsteller-Riege um Ben Kingsley, Helena Bonham Carter und Nigel Hawthorne, würde diese Adaption allerdings in der Bedeutungslosigkeit versinken. Denn im Gegensatz zu Luhrmann hat Nunn nichts Modernes, nichts Aufregendes und somit auch nichts Neues zu bieten - und das ist einfach zu wenig. Fazit: Gefällige Shakespeare-Verfilmung ohne Mut zum Risiko.“

„Die werknahe, akribische Umsetzung findet in der Thematisierung von Geschlechteridentität und erotischen Anziehungskräften einen spannenden Ansatz. Da die ausufernden Nebenhandlungen aber nicht zurückgestutzt werden, untergräbt der Film deutlich den Gesamtduktus.“